# Jürg von Känel
Jürg von Känel (* 13. Mai 1951 in Reichenbach; † 6. Januar 2005 ebenda) war ein Schweizer Alpinist, Sportkletterer, Verleger und Autor.

## Leben
Nach einer Lehre zum Maschinenmechaniker machte er 1977 die Bergführerausbildung und arbeitete seitdem als Bergführer. Er wurde bekannt durch seine vielen Erstbegehungen von schweren Kletterrouten in Sportklettergebieten der Berner Alpen (u. a. „Mission Miranda“ im Schwierigkeitsgrad 8c, 1990). Daneben erschloss und sanierte er unzählige alpine Kletterrouten und wurde zusätzlich bekannt durch seine Kletterführerreihe Plaisir, welche er im eigenen Verlag Filidor herausbrachte.
Mit diesen Kletterführern prägte er den Begriff des „Plaisir-Kletterns“, bei welchem nicht der sportliche Anspruch im Vordergrund steht, sondern der Genuss und das Erlebnis Alpen. Die beschriebenen Routen sind durchgehend im unteren bis mittleren Schwierigkeitsgrad und – im Gegensatz zu klassischen alpinen Routen – sehr gut abgesichert, so dass das alpine Klettern auch für Einsteiger erlebbar wird. Der Plaisirbegriff löste einen bis heute anhaltenden Wandel in der Absicherung alpiner Kletterrouten aus, welcher mittlerweile längst die Schweizer Grenzen überschritten hat. Der Plaisirgedanke ist damit eine der wesentlichen Ursachen für die Entwicklung des alpinen Kletterns zum Breitensport.
Am 6. Januar 2005, kurz vor Vollendung seines Buches Alpin Plaisir, beging Jürg von Känel Suizid.